# Sektion Donauland

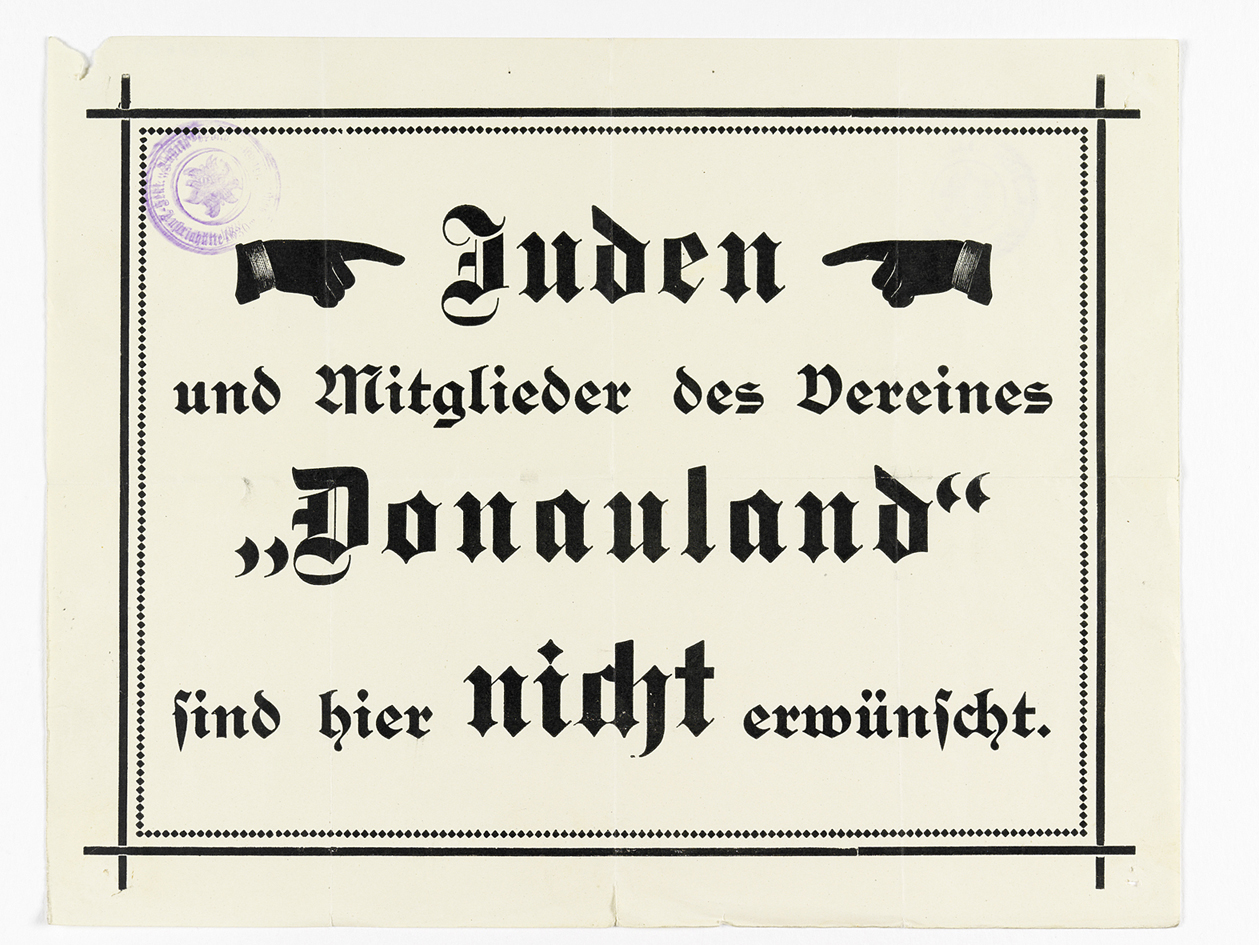
Affiche sur les refuges du DÖAV dans les années 1930 : « Les Juifs et les membres du Club Donauland ne sont pas les bienvenus »

La Sektion Donauland (section du pays du Danube) est une division du Club alpin germano-autrichien (DÖAV), créée en 1921 à Vienne par des alpinistes en majorité juifs. En 1924, après son exclusion du DÖAV, elle est transformée en Alpenverein Donauland (Club alpin du pays du Danube). L'Alpenverein Donauland acquiert en 1924 le refuge de montagne Glorer dans le Glockner qu'il rénove, et en 1931 fait bâtir, avec le Club alpin allemand de Berlin, nouvellement fondé, le refuge Friesenberghaus dans les Alpes de Zillertal.

## Historique

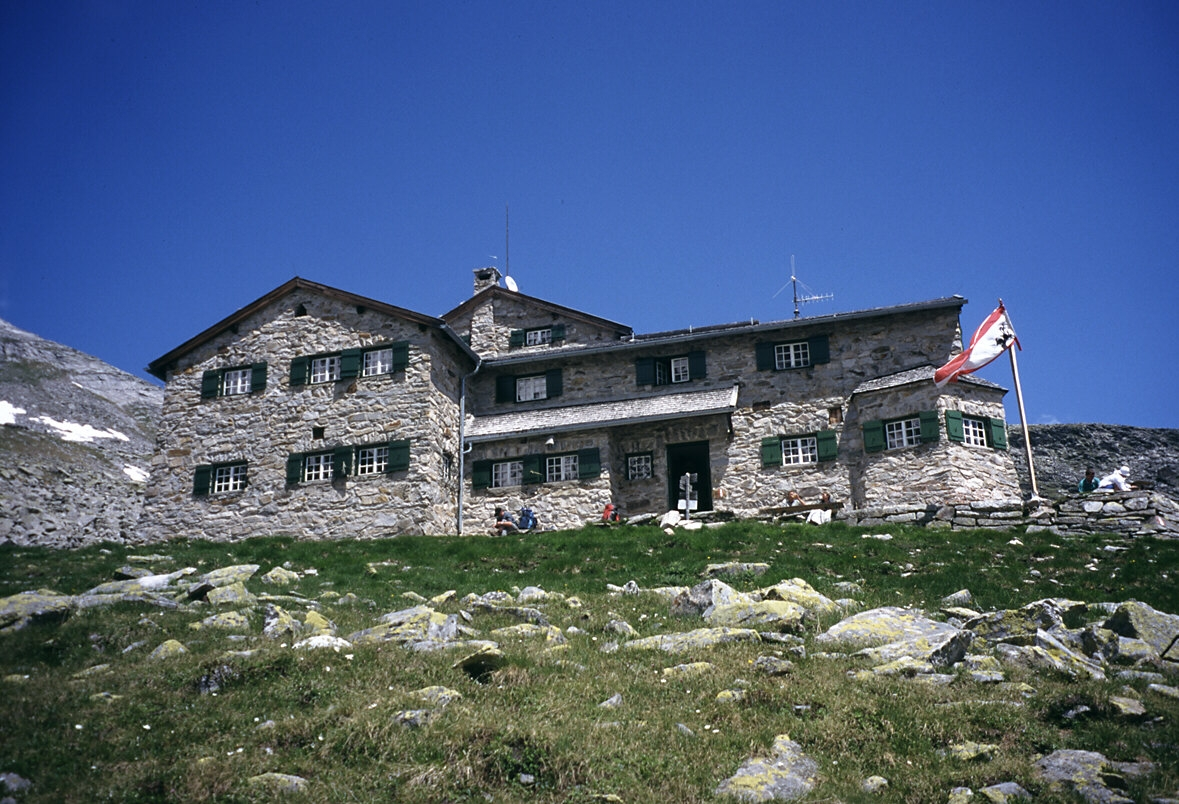
Le refuge Friesenberghaus dans les Alpes de Zillertal.

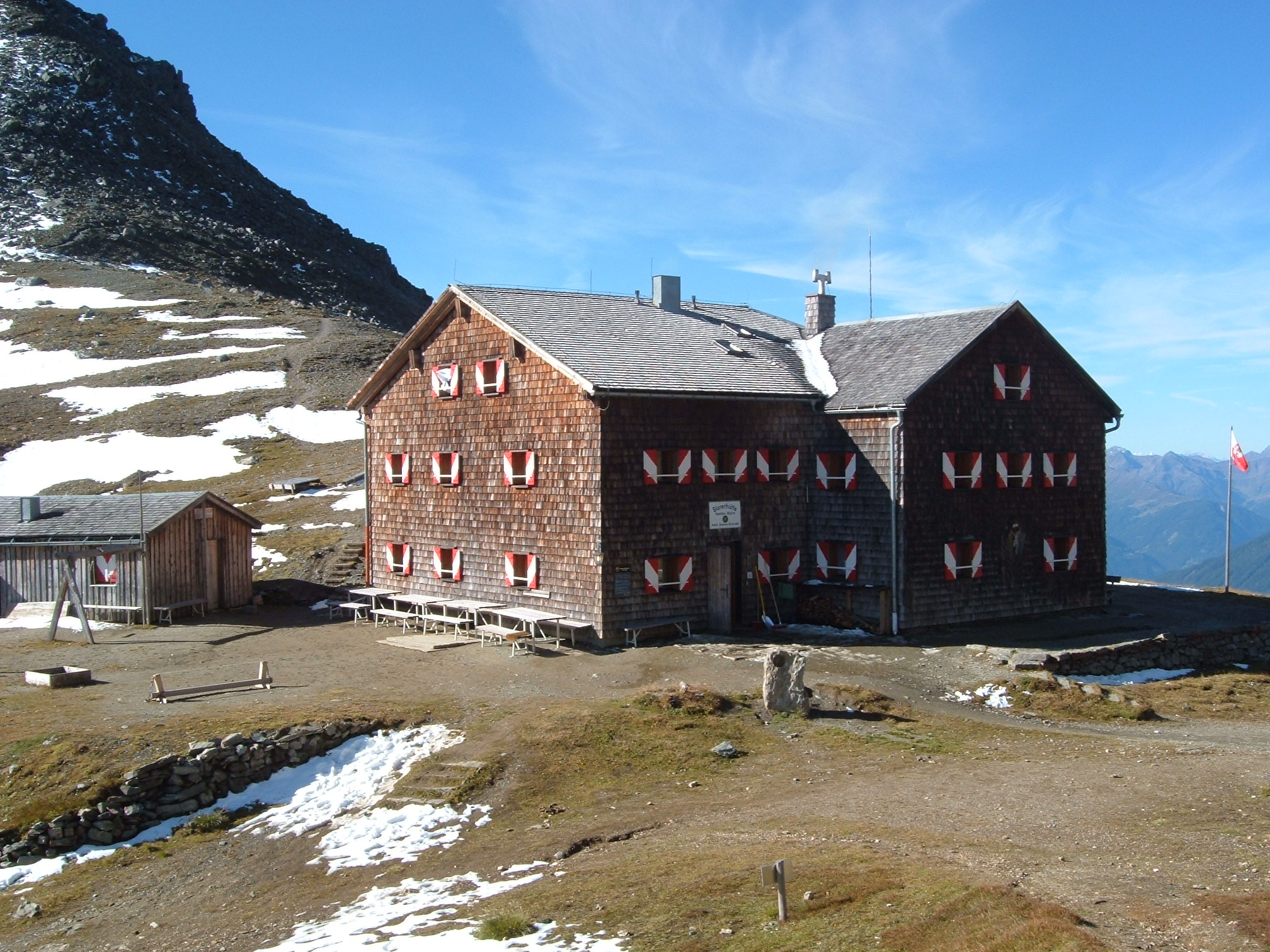
Le refuge Glorer dans le Glockner.

La Sektion Donauland est créée en raison de l'orientation antisémite d'une grande partie des membres du DÖAV. Eduard Pichl, président de la Sektion Austria ajoute en 1921 un paragraphe aryen dans les statuts du club, excluant les sportifs d'origine juive. La même année est créée la Sektion Donauland qui accueillera de nombreux alpinistes exclus tels que Viktor Frankl, neurologue et psychiatre, Fred Zinnemann, producteur et réalisateur de films, et Joseph Braunstein, musicien. Son premier président est l'alpiniste Karl Hanns Richter qui n'est pas juif mais dont la femme est juive
En décembre 1924, les membres d'extrême-droite du DÖAV, lors d'une assemblée générale extraordinaire, excluent la Sektion Donauland du DÖAV sous des prétextes fallacieux. L'opposition face à l'exclusion de la Sektion Donauland est faible de la part des autres sections du club alpin. Seules quelques grandes sections locales tenteront de s'y opposer, et parmi elles celles d'Aix-la-Chapelle, Barmen, Berlin, Essen, Francfort-sur-le-Main, Gelsenkirchen, Gummersbach, Leipzig, Mayence, Marbourg, Zwickau et Gleiwitz (sur un total d'environ 300 sections).
Les membres de la Sektion Donauland la transforment donc en 1925 en Alpenverein Donauland (Club alpin du pays du Danube), non affiliée au DÖAV,.
Par solidarité et pour soutenir le Club alpin du pays du Danube, 600 alpinistes de Berlin quittent le DÖAV et fondent un nouveau club, le Deutschen Alpenverein Berlin (DAVB, Club alpin allemand de Berlin) qui, avec le Alpenverein Donauland, vont, entre 1928 et 1931, programmer et construire le refuge Friesenberghaus. Celui-ci est inauguré solennellement le 3 juillet 1932.
En 1934, les nazis interdisent le Club alpin allemand de Berlin, et en 1938 après l'annexion de l'Autriche le Club alpin du pays du Danube. La Wehrmacht confisque les deux refuges de montagne, le Friesenberghaus et le Glorer. Après la Seconde Guerre mondiale, en 1945, le Club alpin du pays du Danube est reconstitué, mais ne fonctionnera que pendant dix ans. Trop de ses membres n'ont pas survécu à la Shoah. L'histoire du club se termine en 1955 avec sa dissolution.
Le refuge Friesenberghaus est entièrement pillé en 1945, et les quelques membres survivants du club n'ont pas les moyens de remettre le bâtiment en état et de l'entretenir. Ce n'est qu'en 1968 qu'il est transféré à la Sektion Berlin. En 2003, le bâtiment fait l'objet d'une importante rénovation avec construction d'une extension servant de salle de réunion internationale contre l'intolérance et la haine.
Le 6 décembre 2002, la Sektion Austria, organise une série de manifestations pour commémorer son ancien président de section Josef Donabaum, qui nommé en 1921, comme troisième président du DÖAV, s'est vu contraint de démissionner à la suite d'attaques personnelles. À cette occasion une plaque est dévoilée sur la maison du Club alpin à Vienne : « contre la haine et l'intolérance - 1921-1945 ».